# Marmagne, Côte-d'Or
Marmagne är en kommun i departementet Côte-d'Or i regionen Bourgogne-Franche-Comté i östra Frankrike. Kommunen ligger i kantonen Montbard som tillhör arrondissementet Montbard. År 2022 hade Marmagne 197 invånare.

## Befolkningsutveckling
Antalet invånare i kommunen Marmagne
Referens:INSEE